# Њу Филаделфија (Охајо)
Њу Филаделфија (енгл. New Philadelphia) град је у америчкој савезној држави Охајо.

## Демографија
По попису из 2010. године број становника је 17.288, што је 232 (1,4%) становника више него 2000. године.
| Група             | 2000.          | 2010.          |
| Белци             | 16.384 (96,1%) | 15.937 (92,2%) |
| Афроамериканци    | 165 (1,0%)     | 208 (1,2%)     |
| Азијати           | 84 (0,5%)      | 106 (0,6%)     |
| Хиспаноамериканци | 227 (1,3%)     | 734 (4,2%)     |
| Укупно            | 17.056         | 17.288         |